# Sloughi

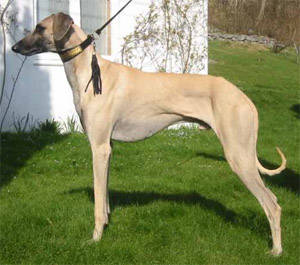
Un ogar din rasa Sloughi în lesă

Sloughi este o rasă de ogari din Africa de Nord, fiind un membru al familiei sighthound . Se găsește în Maroc, Algeria, Tunisia și Libia. Sloughi sunt susceptibile de strâns legate de rasa Azawakh.

## Descriere

### Aspect
Sloughi aparține familiei Sighthound. În aparență, este cu păr scurt, de dimensiuni medii, un sighthound puternic, cu urechi lăsate. Expresia lui este adesea descrisă să fie melancolică. Sistemul său muscular este "uscat", Sloughi are mușchi plați și lungi, și nu trebuie să fie mai musculos ca ceilalți de ogari sau Whippets , chiar și atunci când este într-o stare fizică excelentă. Spatele este aproape orizontal (regiunea lombară  trebuie sa fie ușor boltită). Ea are o angulație moderată și o subliniere ușor înclinată în sus.
Ochii ogarului Sloughi sunt deobicei  de culoare maro, deși, uneori, au o culoare de chihlimbar.Culoarea sa variază de la un nisip deschis, la un nisip roșiatic, roșu-mahon ,având urechile și botul de coloare închisă. Conform standardului, un Sloughi poate avea un petic mic și al pe pieptul său.Prea mult alb în dungi sau multe culori nu sunt găsite la acestă rasă. Mersul lui Sloughi este plin de pene de lumină, cu un pas moderat și eficient energetic.

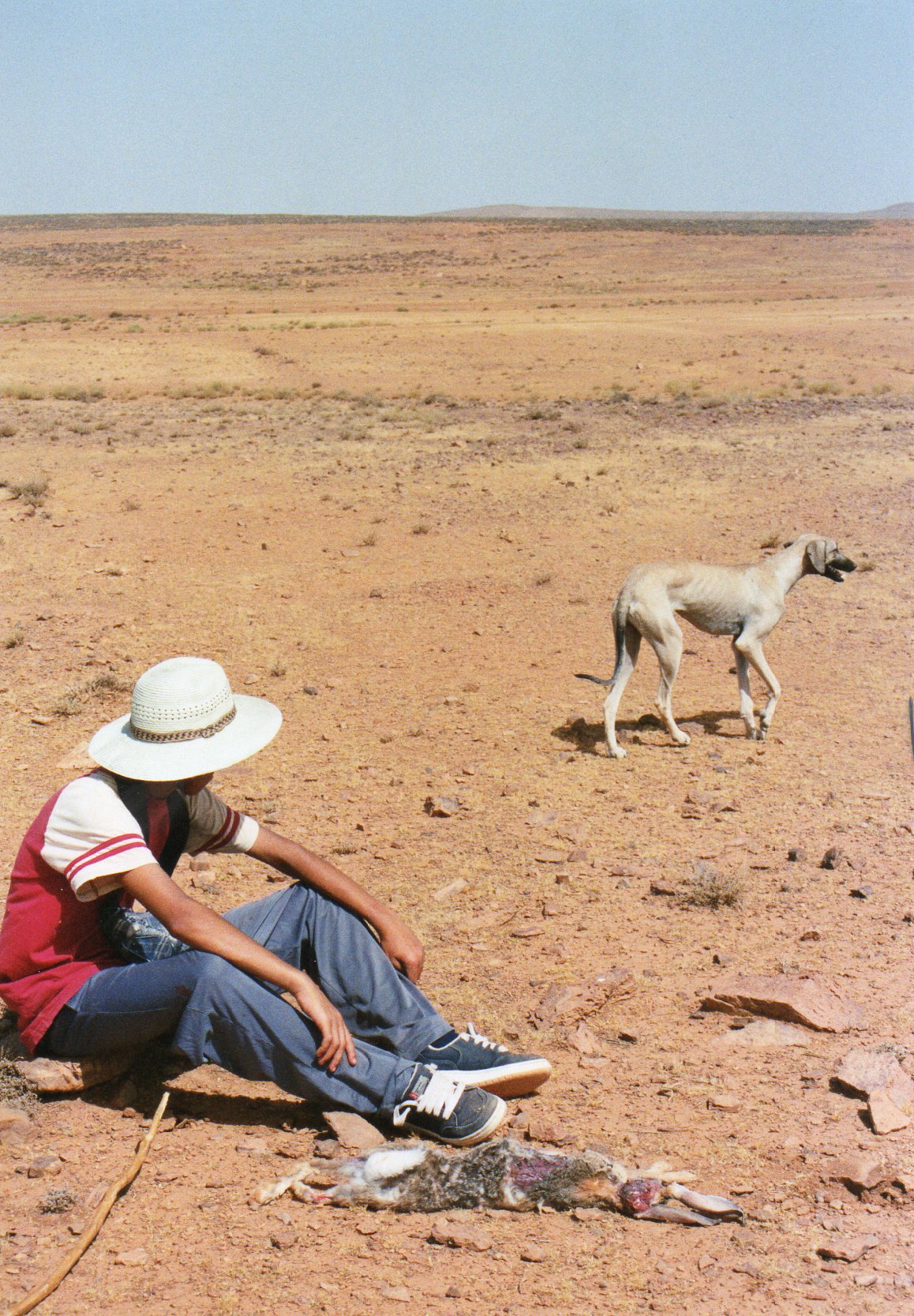
Un Sloughi folosit la vânătoare în Morroco

Într-o vedere generala, putem spune că Sloughi este un câine compact și puternic, care nu poate fi prea plin de grație.

### Temperament
Acest ogar este un caracter sensibil fiind un câine inteligent și de alertă. Se spune că Sloughi au o dorință puternică pentru mișcare și că nu este ușor să fie ținuți în apartamente cu familii, cu toate acestea, un Sloughi nu are nevoie de mai mult exercițiu decât alți caini de dimensiuni similare. El iubește varietățile, mersul cu lesă, să zburde în mediul rural, și să alerge. Un Sloughi este credincios față stăpânul său și de care are nevoie de el aproape. Sloughi sunt ușor de a fi cu trenul, dacă știi cum să o faci. Deoarece Sloughi este oarecum sensibil, antrenamentele de formare profesională nu ar trebui să fie dure, precum și orice pedeapsă ar trebui să fie omisă. Ce-i place este o confirmare a comportamentului său prietenos.

## Sănătate
Sloughi este în mare parte neschimbat față de cum era în cele mai vechi timpuri, și își păstrează astfel o sănătate robustă genetică. Doar câteva condiții genetice au fost observate în rasă, în special, atrofia retiniană progresivă (PRA). Din fericire Sloughi este una dintre rasele în care această condiție poate fi testată cu o probă de sânge, iar după test lucrătorii încearcă să elimine PRA din fondul genetic. Ca toți câinii, Sloughi este foarte sensibil la anestezie, și poate fi sensibil la vaccinuri, încălzire, precum și alte medicamente - deci aceste tratamente de rutină ar trebui date separat cu pauză în loc să fie date dintr-o dată. În cazul în care toți pașii sunt respectați, rasa tinde să se bucure de sănătate excelentă în vârstă.

## Istorie
Originea lui Sloughi este cea mai mare parte o chestiune de speculație. Se crede că Sloughi inițial a venit din Orient sau din ceea ce este astăzi Etiopia. Sloughi este una dintre cele două rase Sighthound africane recunoscute de FCI. La unele fragmente vechi de ceramică (aproximativ 3000 î.Hr.), un sighthound cu păr scurt, cu urechi lungi a fost descoperit faptul că arată ca un Sloughi. Astăzi, Sloughi se găsește în principal în Algeria, Tunisia , Libia , Maroc și este responsabil pentru rasa FCI Standard. Nu trebuie să fie confundată cu Saluki din Peninsula Arabică și Orientul Mijlociu, care este o varietate a rasei Saluki.De asemenea, nu trebuie confundat cu Ogarul Afgan, care este o varietate de ogar. Sloughi a fost și este încă folosit pentru vânătoare în țările de origine, și este, de asemenea, un câine de paza de foarte mare încredere.

##### Origini
- Maroc;
- Algeria;
- Tunisia;
- Libia.